# John Ogbu
John Uzo Ogbu (* 9. Mai 1939 in Ebonyi; † 20. August 2003) war ein nigerianisch-amerikanischer Anthropologe und Intelligenzforscher. Sein spezielles Interesse galt dem Thema Rasse und Intelligenz. Seine Theorien wurden kontrovers diskutiert. Schwarze Bürgerrechtler warfen ihm Rassismus vor, während Konservative ihm vorwarfen, alle Schuld für Probleme der Afroamerikaner in den USA bei den Weißen zu sehen.
Laut John Ogbu senkt die Zugehörigkeit zu einer „kastenähnlichen“ Minorität den IQ und die Schulleistungen. Er vertrat die These, dass gute Leistungen zu erbringen unter Afroamerikanern als „acting white“ gelten würde.

## Kindheit und Jugend
John Ogbu wurde im Dorf Umudomi in der Onicha Government Area in Nigeria geboren. Seine Eltern gehörten der örtlichen Oberschicht an. Ogbu studierte und war mehrere Jahre lang als Lehrer tätig.
Er wanderte in die USA aus und fing 1961 an, in Princeton zu studieren. Danach besuchte er die University of California um Anthropologie zu studieren. 1965 erhielt er seinen Bachelor, 1960 seinen Mastergrad und 1971 seinen Doktorgrad. Von 1970 bis zu seinem Tode lehrte er an der University of California, Berkeley.

## Wissenschaftliches Wirken
Ogbu war als Wissenschaftler umstritten; die von ihm vertretenen Thesen lösten heftige Reaktionen aus allen politischen Lagern aus.

### Kastenähnliche und freiwillige Minderheiten
In seinem Buch Minority Education and Caste (1978) unterschied Ogbu zwischen kastenähnlichen und freiwilligen Minderheiten: Freiwillige Minderheiten kommen in ein Land, um dort ihr Glück zu machen; in der Regel seien sie leistungsbewusst und erfolgreich. Kastenähnliche Minderheiten hingegen würden oft unfreiwillig in ein Land gebracht (etwa durch Verschleppung als Sklaven), könnten aber auch aus anderen Gründen von der Gesellschaft ausgeschlossen sein (etwa Angehörige der unteren Unterschicht). Angehörige kastenähnlicher Minderheiten lehnten oft die Werte der Mehrheitsgesellschaft ab. Sie seien im Schulsystem wenig erfolgreich und glaubten nicht durch eigene Anstrengungen Erfolg haben zu können, woraus ein niedriger IQ resultiere.

### Acting White
1986 führte Ogbu zusammen mit Signithia Fordham eine Studie über afroamerikanische Schüler an einer Schule in einem (größtenteils von Weißen bewohnten) Mittelklasse-Vorort durch (Black American Students in an Affluent Suburb: A Study of Academic Disengagement). Er kam zu der Überzeugung, dass Schwarze schlechte Leistungen in der Schule erbringen, um nicht beschuldigt zu werden, sich wie Weiße zu verhalten.
Seine Thesen wurden unter anderem von Karolyn Tyson und William Darity jr. von der University of North Carolina at Chapel Hill kritisiert, die in einer Studie aufzeigten, dass sich die Einstellungen von schwarzen und weißen Schülern nicht unterscheiden.
Roland G. Fryer von der Harvard University hingegen stimmte Ogbu zu. Er stellte fest, dass an öffentlichen Schulen Schwarze schlechte Leistungen erbringen, um nicht verdächtigt zu werden, sich wie Weiße zu verhalten. Dieses Phänomen zeigte sich jedoch nicht an Privatschulen.

## Werke
- M. A. Gibson, J. U. Ogbu (Hrsg.): Minority Status and Schooling: A Comparative Study of Immigrant and Involuntary Minorities. Garland, New York 1991.
- D. Goleman: An Emerging Theory on Blacks' I.Q. Scores. In: New York Times Education Life. 10. April 1988, S. 23.
- Ogbu's Theory. (= Anthropology and Education Quarterly. Special issue. Vol. 27, No. 4). Dezember 1996.
- J. U. Ogbu: Minority Education and Caste: The American System in Cross-Cultural Perspective. Academic Press, San Diego, CA 1978.
- J. U. Ogbu: Origins of Human Competence: A Cultural-Ecological Perspective. In: Child Development. 1981.
- J. U. Ogbu: Black students' school success: Coping with the „burden of 'acting white'“. In: The Urban Review. 1986.
- J. U. Ogbu: Understanding Cultural Diversity and Learning. In: Educational Researcher. 1992.
- J. U. Ogbu: Variability in Minority School Performance: A Problem in Search of an Explanation. In: Anthropology & Education Quarterly. 1987.
- J. U. Ogbu: Cultural Amplifiers of Intelligence: IQ and Minority Status in Crosscultural Perspective. In: J. M. Fish: Race and Intelligence: Separating Science from Myth. Erlbaum, Mahwah, NJ 2002.
- J. U. Ogbu, A. Davis: Black American Students in an Affluent Suburb: A Study of Academic Disengagement. Lawrence Erlbaum Publishers, 2003, ISBN 0-8058-4515-1.
- J. U. Ogbu, H. D. Simons: Voluntary and Involuntary Minorities: A Cultural-Ecological Theory of School Performance with Some Implications for Education. In: Anthropology & Education Quarterly. 1998.
- Staff report: What 15 Top Anthropologists Are Working On Now. In: The Chronicle of Higher Education. 21. November 1997, S. B7–B8.